# Heaven in her arms
heaven in her arms（ヘブン イン ハー アームズ）は東京を中心に活動するハードコアバンド。国内だけにとどまらず、アジアやヨーロッパでも活躍している。　
2010年、日本ではenvyが主宰するSONZAI RECORDSに所属し、海外契約はドイツのDENOVALI Recordsが獲得した。

## メンバー
- Kent (vocals/guitar)
- Takayuki (guitar)
- Katsuta (guitar)
- Kentaroh (bass guitar)
- Hiroki (drums)

## 略歴
2006年：tomato stealとスプリット8ｃｍＣＤをリリース。
2006年：Daitro(France)を日本に招聘し、国内ツアーを成功させる。
2007年：cleaveとスプリットカセットテープをリリース。
2007年：Ampere(ex-Orchid,USA)とLa quiete(Italy)を日本に招聘。killieと共同で日本ツアーを敢行。killieとツアー中1日100枚限定のスプリットを発売 。即日完売。
2007年：Daitro(France)と共にヨーロッパツアーを敢行。（6ヶ国10公演）
2008年1月:1st Album「黒班の侵蝕」リリース 現在2000枚以上の売り上げを記録。また、1st AlbumはスイスのApe must not kill apeからもLPでリリースされ即完売。
2008年5月：OFF MINOR(U.S)の日本ツアーをkillie/BALLOONSと共に敢行。
2009年12月:Aussitot Mort(France) と共に日本ツアー。
2009年2月：mini Album「被覆する閉塞」リリース。
2009年：killieとの共同イベント「蝶蛾」を発足。降神、鳥肌実、KING BROTHERS、BRAHMANらと共演する。
2010年6月：2nd album「幻月」をenvyが主催するSONZAI RECORDSからリリース
2010年9月：Balloonsと共に台湾ツアー。The WALL（台北）にて動員約200名。
2010年12月：Aussitot Mort(France) と共にヨーロッパツアー。（6ヶ国9公演）
2011年4月：celeste(France)を日本に招聘し、国内ツアーを成功させる。
2011年：Aussitot Mort(France)とsplit 10inchをdenovali recordsからリリース。
2012年3月：マレーシア、シンガポールツアーを敢行。2日間で約250名動員。
2012年：yumi(Singapore)とsplit 7inchを発売。（300枚限定：完売）
2013年3月：Aussitot Mort(France)とロシアツアーを敢行。2日間で約900名動員。
2013年9月：東京発のエクストリーム・ブラックメタルバンド、COHOLとのSPLIT CDをDaymare Recordingsからリリース。1500枚以上の売り上げを記録。
2014年5月：アメリカのDEAFHEAVENとの東名阪国内ツアー。最終日は300名を動員しSOLDOUTさせる。
2014年7月：初の単独EUROツアー。チェコのFluff festを含む計2週間のツアーを成功させる。
2016年9月：BALLOONSの解散ツアーに参加。参加した台湾公演と代官山UNIT公演、両日ともSOLDOUT。特に最終日の代官山UNITでは650人を動員。
2016年12月：MONO等を招き自主企画を行う。
2017年3月：3rd Album「白暈」リリース。

## ディスコグラフィー

### アルバム
- White Halo - 白暈 3rd album
  1. ray of light at dusk - 光芒の明時
  2. abyss of the moonbow - 月虹と深潭
  3. forgivable drown - 赦された投身
  4. glare of the end - 終焉の眩しさ
  5. chain with fetters - 枷
  6. entangled torus - 円環を綯う
  7. turbid fog - 幻霧
- Paraselene - 幻月 2nd album
  1. 46x02 - 46x02
  2. anamnesis of critical - 臨界の追憶
  3. morbidity of wihte pomegranate - 罹病は白い柘榴
  4. jade Vine - 翡翠葛
  5. echoic cold wrist - 反響した冷たい手首
  6. halcyon - ハルシオン
  7. butterfly in right helicoid - 螺旋形而蝶
  8. veritas - 真理
- Duplex-coated obstruction - 被覆する閉塞 mini album
  1. wound dehiscence - 縫合不全
  2. rusty trace - 錆びた爪痕
  3. 39/40 - 39/40
  4. moon get distorted by the cornea - 角膜で月は歪む
- Erosion of the black speckle - 黒斑の侵蝕 1st album
  1. manifesto - 声明
  2. filled up with a bruise - 痣で埋まる
  3. intersection arrangement - 交差配列
  4. iron wire and a canary - 鉄線とカナリア
  5. a sublingual tablet - 舌下錠
  6. correlative sign - 相関記号
  7. get out - 脱化
  8. the balance drowned in a white tub - 白い浴槽で溺死した均衡
  9. partiality of luminosity eight - 明度八の偏愛
  10. recursive dependency - 転依
  11. red dream - 赤い夢
  12. erosion of the black speckle - 黒斑の侵蝕

### スプリット
- 刻光 - split with COHOL
  1. flash of back light - 黒い閃光
  2. the cocoon - 繭
  3. glare of the end - 終焉の眩しさ
- Asia tour split 7inch - split with yumi
  1. white night recrystallization - 白夜の再結晶
- SPLIT 10inch - split with AUSSITOT MORT
  1. lost title
  2. inversion operation
- SPLIT 8cm CD - split with tomato steal
  1. iron wire and a canary - 鉄線とカナリア